# 西川葉月
西川 葉月（にしかわ はづき、本名：山本 葉月（やまもと はづき）、1976年8月3日 - ）は、日本の女性声優。81プロデュース所属。兵庫県出身。

## 略歴
神戸学院女子短期大学文芸科卒業。以前は大阪テレビタレントビューロー（TTB）に所属していた。

## 人物
趣味は絶叫マシンめぐり、クラシックバレエ、F1観戦、観劇。免許は普通自動車免許。

## 出演

### テレビアニメ
2005年
- ガラスの仮面（2005年版）（キャスター）

2006年
- きらりん☆レボリューション（2006年 - 2007年、ファン、雲井きり子、レポーター、司会者、女性キャスター、チームブラック隊員 他）
- 流星のロックマン（アナウンサー）

2007年
- 機神大戦ギガンティック・フォーミュラ（アナウンス、有線放送）
- 銀魂（松子）
- ぷるるんっ!しずくちゃん（2007年 - 2008年、つゆこ先生） - 2シリーズ

2008年
- ウエルベールの物語 〜Sisters of Wellber〜 第二幕（レナルドの妻）
- ゴルゴ13（アナウンス、女性秘書）
- まめうしくん（てんとう虫）
- ロザリオとバンパイア（女）

2009年
- 極上!!めちゃモテ委員長（アナウンス、英明音）
- MAJOR 5th season（アナウンサー）

### OVA
- 星の海のアムリ（2008年、オペレーター[4]）

### ゲーム
- ザ・キング・オブ・ファイターズ シリーズ（1997年 - 2009年、シェルミー、アテナの友達2） - 8作品[一覧 1]
- NEOプリント（1997年、キャラクターボイス）
- 幕末浪漫 月華の剣士（1997年 - 1998年、雪） - 2作品[一覧 2]
- サムライスピリッツ新章 〜剣客異聞録 甦りし蒼紅の刃〜（1999年、朧衆）
- COOL COOL TOON（2000年、マム、タワーロボ）
- ネオジオバトルコロシアム（2005年、シェルミー）
- イリスのアトリエ グランファンタズム（2006年、ユラ・エルエス）
- メルヘヴン（2006年、ガーニッシュ、フラット・ツェー）- 2作品[一覧 3]
- KOF SKY STAGE（2010年、シェルミー）
- モンスターストライク（ルシファー、ラファエル、アンデルセン）

### ドラマCD
- ザ・キング・オブ・ファイターズ'97宿命編（1997年、シェルミー)
- NEO・GEO DJ Station SPECIAL 〜ラジオドラマ編〜（1997年、呼び出し）
- KOF THE BEST Selected Characters（1998年、シェルミー)
- THE KING OF FIGHTERS '98 ドラマCD（1998年、シェルミー)
- 幕末浪漫 月華の剣士 ドラマCD（1998年、雪）
- SNKキャラクターズ・サウンズ・コレクション Vol.10 シェルミー（1999年、シェルミー)
- 幕末浪漫第二幕 月華の剣士 〜月に咲く華、散りゆく花〜 ドラマCD（1999年、雪）
- NEO・GEO DJ Station２～B.O.F.Returns（1999年、シェルミー)

### ラジオ
- OBCブンブンリクエスト（ラジオ大阪）
- 遊わーくウィークリー（ラジオ関西）
- らじカラU! (USEN)

### テレビ番組
- あの歌がきこえる（NHK総合） - チェッカーズ『あの娘とスキャンダル』の回（声の出演）

### シリーズ一覧
1. ↑  『'97』（1997年）、『'98』『KOF 京』（1998年）、『2000』（2000年）、『2002』（2002年）、『NEOWAVE』（2004年）、『'98 ULTIMATE MATCH』（2008年）、『2002 ULTIMATE MATCH』（2009年）
2. ↑  『幕末浪漫 月華の剣士』（1997年）、『幕末浪漫第二幕 月華の剣士 〜月に咲く華、散りゆく花〜』（1998年）
3. ↑  『カルデアの悪魔』『忘却のクラヴィーア』（2006年）